# Tootsi Turvas
Tootsi Turvas AS – estońskie przedsiębiorstwo wydobywcze. Spółka jest własnością fińskiego holdingu Vapo.
Przedsiębiorstwo Tootsi Turvas jest jednym z największych eksporterów w Estonii. Zajmuje się pozyskiwaniem torfu oraz jego przetwórstwem na paliwo i nawozy. Wytwarza również maszyny górnicze wykorzystywane przy pozyskiwaniu i obróbce kopalin.
Spółka posiada kopalnie torfu w południowo-zachodniej Estonii, które rozmieszczone są w okolicach miejscowości Tootsi i Lavassaare. Ich roczne wydobycie wynosi 2 mln m³. Obsługiwane są one przez należącą do firmy sieć górniczych kolei wąskotorowych (750 mm) o długości około 50 kilometrów.